# کیم ماتولا

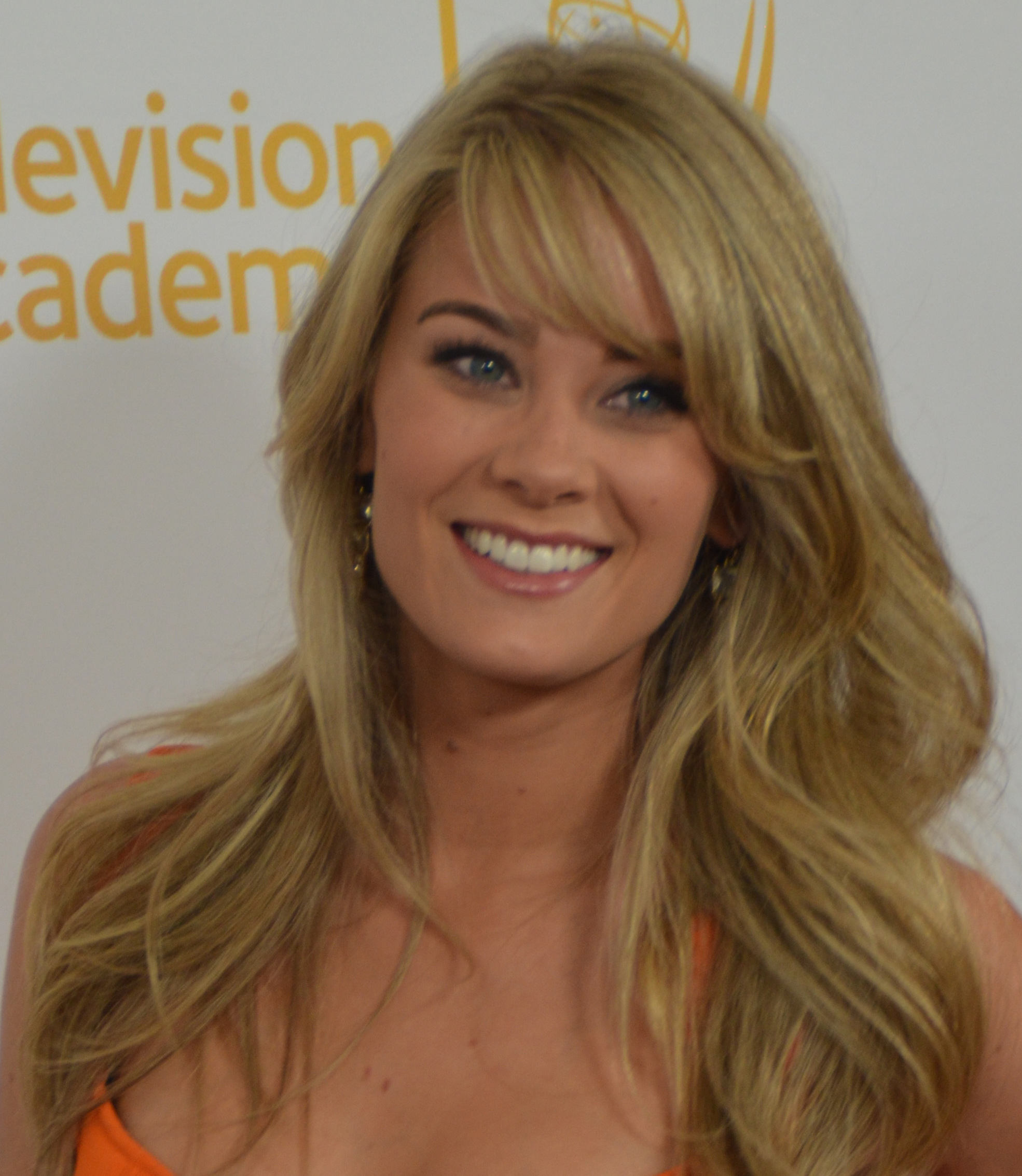

کیم ماتولا با نام کامل کیمبرلی ماتولا (انگلیسی: Kimberly Marie "Kim" Matula؛ زادهٔ ۲۳ اوت ۱۹۸۸) در فورت ورث، یک هنرپیشه، و بازیگر سینما اهل ایالات متحده آمریکا است.
وی از سال ۲۰۱۰ کار بازیگری را با بازی شخصیت هوپ لوگان در مجموعه تلویزیونی جسور و زیبا آغاز کرد. در سال ۲۰۱۴ شرکت تولیدکننده این مجموعه اعلام نمود که کیم ماتولا این مجموعه را ترک می‌کند اما بازگشت دوباره وی به این مجموعه ممکن خواهد بود. ماتولا تا سال ۲۰۱۶ در این مجموعه نقش آفرینی کرد. 
ماتولا در فصل دوم مجموعه لایف‌تایم و نقش اصلی مجموعه کمدی لس‌آنجلس به وگاس، محصول ۲۰۱۸ شرکت فاکس را بعهده داشت.

## گزیده فیلمشناسی
از فیلم‌ها یا برنامه‌های تلویزیونی که وی در آن نقش داشته‌است می‌توان به آثار زیر اشاره کرد.
- چگونه با مادرتان آشنا شدم (۲۰۰۹)
- جسور و زیبا (۲۰۱۰–۲۰۱۴، ۲۰۱۵، ۲۰۱۶)